# David B. Malament
David Baruch Malament (* 21. Dezember 1947) ist ein US-amerikanischer Philosoph.
Malament studierte Mathematik am Columbia College und promovierte 1974 in Philosophie an der Rockefeller University. Nachdem er verschiedene Lehrpositionen an der University of Chicago innegehabt hatte, wechselte er auf die Stelle des Distinguished Professor of Logic and Philosophy of Science an der University of California, Irvine.
Malaments Arbeitsschwerpunkt sind die grundlegenden Konzepte der speziellen und allgemeinen Relativitätstheorie.
Seine wohl meistbeachtete einzelne Arbeit behandelt die Einstein-Synchronisation. Die Frage, ob diese eine reine Konvention sei, meint er verneinen zu können, indem er sie auf die Symmetrie der Zeitartigkeit-Relation zurückführt. Adolf Grünbaum, dessen Formulierung der Konventionalität er primär angreift, zeigt sich unüberzeugt, auch Sahotra Sarkar und John Stachel widersprechen Malament, während z. B. Robert Rynasiewicz das Malamentsche Argument verteidigt. Auch 2006 wird die Debatte noch in der Fachliteratur fortgesetzt.
Malament wurde 1992 in die American Academy of Arts and Sciences gewählt. Für 2014 wurde ihm der Lakatos Award zugesprochen.